# Charlie Jones (calciatore)
Charles Jones, detto Charlie (Merthyr Tydfil, 12 dicembre 1899 – aprile 1966), è stato un calciatore e allenatore di calcio gallese.